# Miyabea naganoi
Miyabea naganoi là một loài rêu trong họ Thuidiaceae. Loài này được Z. Iwats., Kiguchi & Tad. Suzuki mô tả khoa học đầu tiên năm 2010.